# أبيلاردو كاستيلو
أبيلاردو كاستيلو (بالإسبانية: Abelardo Castillo)‏ هو صحفي وكاتب أرجنتيني، ولد في 27 مارس 1935 في بوينس آيرس في الأرجنتين، وتوفي بنفس المكان في 2 مايو 2017 بسبب ذات الرئة.

## وصلات خارجية
- أبيلاردو كاستيلو على موقع ديسكوغز (الإنجليزية)